# Савска бановина
Савска бановина је била бановина Краљевине Југославије од 1929. до 1939. године. Бановина се налазила на подручју данашње Хрватске (највећим делом Славоније) и добила је име по реци Сави. Административно подручје Савске бановине је био Загреб.
1939. године, Савска бановина је заједно са Приморском бановином и мањим деловима суседних бановина припојена Хрватској бановини.
1941. године, у Другом светском рату, Силе Осовине су окупирале подручје Савске бановине. Мањи делови су припојени фашистичкој Италији и Мађарској, док је остатак припао Независној Држави Хрватској. После завршетка Другог светског рата, подручје је припало Републици Хрватској у оквиру Социјалистичке Федеративне Републике Југославије.

## Демографија
| православна       | 517.1915  |
| римокатоличка     | 2.122.631 |
| евангелистичке    | 21.888    |
| остале хришћанске | 18.922    |
| исламска          | 3.823     |
| без конфесије     | 19.928    |
| УКУПНО            | 2.704.383 |

## Банови
Банови Савске бановине у периоду 1929—1939. су били:
| Портрет | Ред | Име и презиме (Датум рођења и смрти) | Почетак мандата | Крај мандата    | Странка |
| ------- | --- | ------------------------------------ | --------------- | --------------- | ------- |
|         | 1.  | Јосип Шиловић                        | 9. октобар 1929 | 1931            |         |
|         | 2.  | Иво Н. Перовић (1882—1958)           | 1931            | 1935            |         |
|         | 3.  | Марко Костренчић (1884—1976)         | 1935            | 1936            |         |
|         | 4.  | Виктор Ружић (1893—1976)             | 1936            | 1938            |         |
|         | 5.  | Станоје Михалџић (вд.)               | 1938            | 26. август 1939 |         |